# Friends of Photography

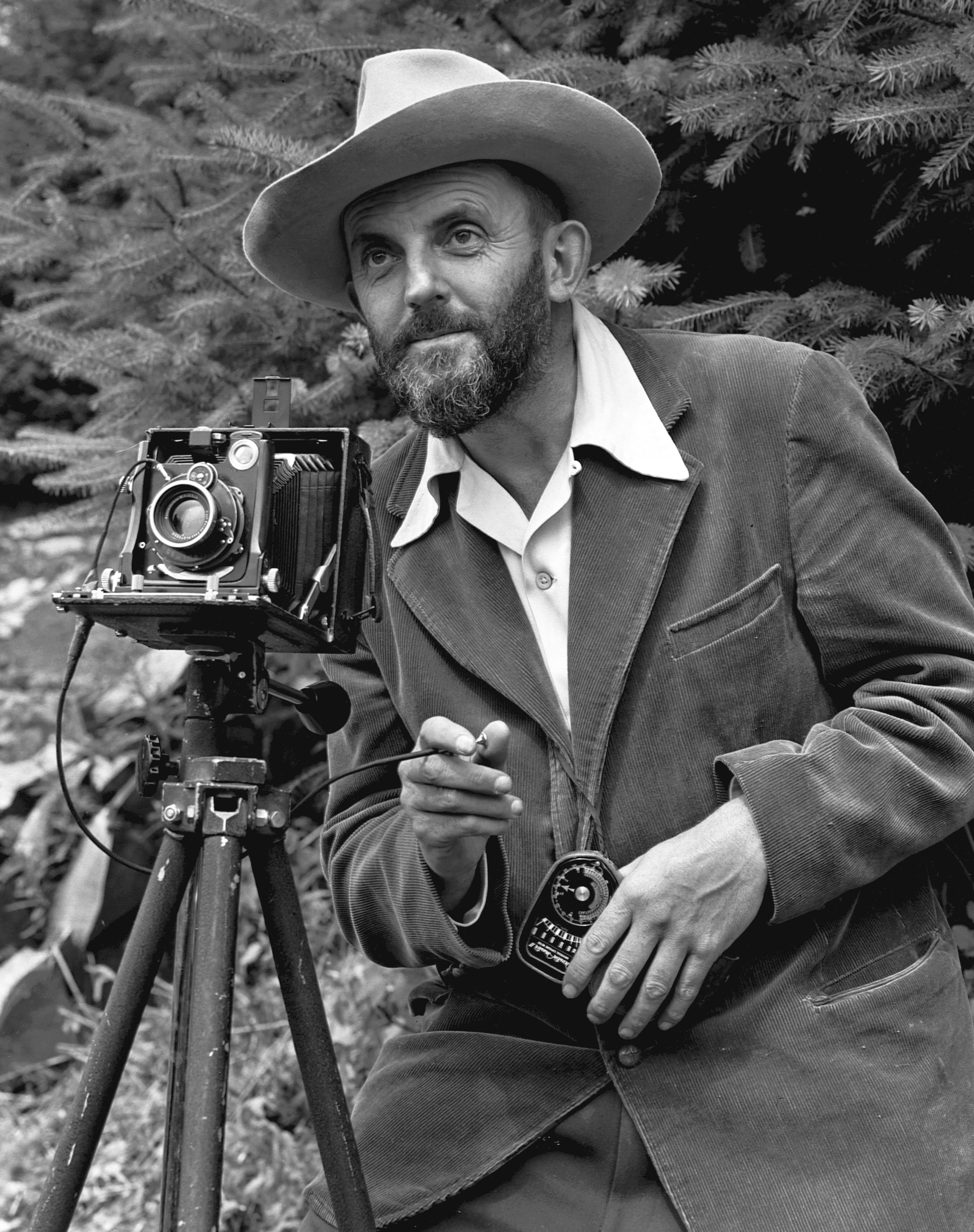
Ansel Adams, zakladatel organizace

Friends of Photography (česky Přátelé fotografie) byla nezisková organizace založená Anselem Adamsem a dalšími v roce 1967 s cílem propagovat fotografii jako výtvarné umění. Za dobu své existence uspořádala organizace nejméně 330 výstav fotografií ve svých galeriích v Carmelu a San Franciscu v Kalifornii a vydala dlouhou řadu monografií pojmenovaných Bez názvu. Mezi těmi, kteří byli uvedeni na jejich výstavách a publikacích, byli známí fotografové Ansel Adams, Wynn Bullocková, Ruth Bernhardová, Harry Callahan, Roy DeCarava, Lee Friedlander, Emmet Gowin, Mary Ellen Marková, Barbara Morganová, Aaron Siskind, Paul Strand, Brett Weston, Edward Weston a Minor White, stejně jako tehdy nově začínající fotografové jako Marsha Burns, William Garnett, Richard Misrach, John Pfahl, Lorna Simpson a Jo Ann Walters. Organizace byla formálně rozpuštěna v roce 2001.

## Historie
Dne 1. ledna 1967 uspořádal Ansel Adams ve svém domě v Carmelu v Kalifornii setkání přátel a spolupracovníků, aby promluvili o založení nové organizace na podporu fotografie. Zúčastnili se jeho manželka Virginia Adamsová, Beaumont Newhall a Nancy Newhallová, Morley Baer, Edgar Bissantz, Art Connell, Liliane de Cock, Rosario Mazzeo, Geraldine Sharpeová, Brett Weston a Gerald Robinson. Ve své první publikaci Portfolio I: The Persistence of Beauty, vydané v roce 1969, Nancy Newhallová o tomto setkání napsala:
... na Nový rok 1967 se nás sešlo asi tucet v domě Ansela Adamse. Taková skupina se mohla snadno stát pouze místní, oddanou vystavováním práce mimořádné konstelace fotografů, kteří žijí poblíž. Místo toho jsme se rozhodli založit společnost celostátního a dokonce mezinárodního rozsahu, jejímž účelem by mělo být dlouho vysněné centrum, přinášet vynikající talenty odkudkoli, iniciovat výstavy, pořádat workshopy a programy přednášek a filmů a v různých podobách publikovat monografie o jednotlivých fotografech a interpretace děl, dostupnou kritiku a historii. Členy by neměly být pouze fotografové z praxe, ale také hudebníci, básníci, malíři, sochaři, kritici, sběratelé, kunsthistorici, ředitelé muzeí a další, kteří mají hluboký zájem. A tak jsme si říkali Přátelé fotografie.
 Během prvního desetiletí fungovala organizace se strukturou dobrovolnických výborů a rychle rostla, protože výstavy pořádané v její galerii Carmel byly velmi úspěšné a přitahovaly jak místní sběratele a umělce, tak návštěvníky z celé země. Kromě toho zavedli řadu velmi oblíbených kurzů, seminářů a workshopů, které zviditelnily organizaci a kromě darů od svých členů aktivity přinášely pravidelné příjmy. V roce 1972 začala organizace vydávat časopis Untitled (Bez názvu), který se po dvou letech změnil v pokračující sérii monografií. Výstavy a publikace pomohly vybudovat reputaci organizace, která rychle narůstala co do velikosti a rozsahu.
Jak společnost rostla, najímala řadu profesionálů v oblasti fotografování a fundraisingu, aby organizaci vedli, včetně Williama Turnage, Freda Parkera, Jamese Enyearta, Jamese Alindera, Lynn Upchurch nebo Rona Eghermana. Každý člověk vnesl do organizace osobní styl, ale přes to všechno zůstala vůdčí vize jejího zakladatele Ansela Adamse. Zůstal velmi aktivním a zapáleným členem správní rady organizace a téměř nic se nestalo bez jeho souhlasu.
Adams zemřel v roce 1984 a s jeho smrtí začala organizace zkoumat svůj budoucí směr. Organizace byla založena a zůstala v Carmelu především proto, že tam Adams žil. S jeho smrtí bylo toto omezení odstraněno a zároveň se trh fotografických a uměleckých galerií v San Franciscu výrazně rozšířil. Správci se rozhodli, že k optimalizaci svého poslání propagovat uměleckou fotografii by měla organizace oslovovat větší publikum, a začali shánět peníze na přestěhování do nové budovy v San Franciscu. V té době měla organizace roční provozní rozpočet 1,6 milionů amerických dolarů a 15 000 členů.
Po tříleté fundraisingové kampani organizace získala 2,5 milionu amerických dolarů na pronájem a rekonstrukci bývalé zdravotní kliniky ve čtvrti Yerba Buena v San Franciscu. Novou budovu pojmenovali Ansel Adams Center. V době otevření nové budovy to bylo největší fotografické centrum na západním pobřeží s měnícími se výstavami ve čtyřech různých galeriích a samostatnou galerií trvale věnovanou vystavování Adamsových děl.
V roce 1992 organizace uspořádala konferenci The Ansel Adams Scholars Conference, první komplexní pohled na Adamsovo dílo v kontextu jeho environmentálního aktivismu a práce jiných fotografů během jeho života. Následující rok vydali knihu Ansel Adams: New Light, Essays on His Legacy and Legend, která poskytla písemný záznam pro některé ze sborníků konference a přidala další myšlenky dalších odborníků.
V letech 1992 až 1997 organizaci řídil Andy Grundberg, který byl dříve fotografickým kritikem pro deník The New York Times. Grundberg si myslel, že organizace by mohla přilákat nové členy rozšířením druhů fotografií, které vystavovala, a inicioval sérii výstav fotografů, jejichž umělecká vize byla velmi odlišná od Adamse a jeho okruhu. Tradičním členům organizace se tento nový směr nelíbil a významní dárci projevili svou nelibost snížením nebo ukončením podpory. V době, kdy Grundberg opustil organizaci, měl dluh 500 000 dolarů.
Ve stejné době se organizace potýkala s řadou nešťastných událostí, které ještě více zhoršily její finanční situaci. Původní nájemní smlouva na jejich budově vypršela a pronajímatel usiloval o navýšení nájemného o 400 %. Protože si organizace tyto dodatečné náklady nemohla dovolit, rozhodla se přestěhovat do nového umístění na Mission Street. Stavební zpoždění na novém místě však způsobilo, že organizace byla bez domova déle než rok. Za tu dobu ztratila více než polovinu svých členů.
Během uzavření organizace najala Deborah Klochkovou jako výkonnou ředitelku a zahájila novou fundraisingovou kampaň, která měla pomoci splatit její dluhy. Omezili svůj provoz zkrácením hodin a snížením počtu výstav, které se měly v nové galerii konat. I přes toto úsilí organizace nadále prodělávala.
Na začátku roku 2001 činily dluhy organizace 1,2 milionů dolarů, přičemž 350 000 dolarů z této částky bylo okamžitě splatných. Přestože se obraceli s výzvami na dárce, výše dluhu byla příliš velká na to, aby se dala překonat. Pověřenci hlasovali pro ukončení organizace, ale jednomyslně odhlasovali, že nevyhlásí bankrot. Místo toho se rozhodli prodat svou sbírku Adamsových tisků, které organizaci věnoval fotograf v 70. letech a výtěžek byl použit na splacení všech dluhů.
Celou sbírku 140 tisků koupili Tom a Lynn Meredithovi z Austinu v Texasu, přičemž výtěžek splatil dluh organizace. Přátelé fotografie formálně uzavřeli své brány v říjnu 2001.

## Výstavy
V červnu 1967 organizace uspořádala svou první výstavu v Sunset Cultural Center v Carmel. Na výstavě bylo zahrnuto šest fotografů: Ansel Adams, Wynn Bullock, Imogen Cunninghamová, Dorothea Langeová, Brett Weston a Minor White. Po zbytek roku 1967 se konaly další čtyři výstavy. V roce 1969 byla otevřena druhá galerie v Sunset Center a až do roku 1976 se často konaly dvě výstavy současně. V roce 1976 byla další galerie rekultivována jako kancelářské prostory a poté se konala pouze jedna výstava. Přátelé pokračovali v pořádání asi deseti výstav ročně v Carmelu až do roku 1988. Poté, co se v roce 1989 přestěhovali do Ansel Adams Centra, pokračovali v nabízení větších a někdy i více souběžných výstav včetně Jo Ann Waltersové.

## Workshopy, kurzy a semináře
Kromě výstav pořádali Přátelé pravidelně vzdělávací workshopy, semináře, kurzy fotografické techniky a odborné konference. První se konala v roce 1967 a do roku 1975 se jich prezentovalo asi 8-10 ročně. Během prvních 20 let se většina těchto akcí konala v Carmelu, ale některé se konaly v San Franciscu, Los Angeles, Pacific Grove, Tucsonu, Seattlu a na ostrově Orcas ve Washingtonu. Mezi těmi, kteří na těchto akcích v průběhu let vyučovali, byli James Alinder, Morley Baer, Lewis Baltz, Ruth Bernhard, Peter Bunnell, William Christenberry, Linda Connor, Imogen Cunningham, Lee Friedlander, Emmet Gowin, Michael Kenna, Annie Leibovitz, Sally Mann, Duane Michals, Richard Misrach, Lisette Model, Wright Morris, Bea Nettles, Arnold Newman, Anne Noggle, Bill Owens, Olivia Parker, Sylvia Plachy, John Sexton, Henry Holmes Smith a Jack Welpott.

## Publikace

### Portfolia
V letech 1969 a 1970 bylo členům organizace prezentováno roční portfolio vysoce kvalitních tiskových reprodukcí.
- Portfolio I: The Persistence of Beauty (1969), zahrnovalo tisky od Ansela Adamse, Billa Brandta, Wynn Bullock, Harryho Callahana, Henriho Cartier-Bressona, Imogen Cunninghamové, Aarona Siskinda, W. Eugene Smitha, Paula Stranda, Fredericka Sommera, Bretta Westona a Minor White.
- Portfolio II: Discovery: Inner and Outer Worlds (1970), včetně tisků od Davea Bohna, Johna Brooka, Revy Brooks, Paula Caponigra, Marie Cosindas, Judy Dater, Liliane DeCock, Ray K. Metzker, Rogera Minicka, Gordona Parkse, Edwarda Putzara, Geraldine Sharpe, E. Florian Steiner, Jerry N. Uelsmann a Todd Walker.[11]

### Untitled
V roce 1972 začali Přátelé vydávat časopis s názvem Bez názvu. Publikace se rozrůstala do délky a formátu až do čísla 7/8, vydaného v roce 1974, kdy se vyvinula do formátu monografie se specifickým názvem pro každou publikaci. Pokračovalo ve formátu monografie až do ukončení vydávání v roce 1994. Celkem vyšlo 58 číslovaných titulů.

### Knihy
Přátelé příležitostně vydávali knihy nezávisle na jejich sérii Untitled, včetně knih o Carletonu Watkinsi nebo Robertu Heineckenovi a knihu o zdravotních rizicích při fotografování.

## Ocenění fotografům
V roce 1980 založili správci organizace dvě ceny, aby oceňovali „jednotlivce za výjimečný přínos v oboru“. Ceny byly každoročně udělovány v následujících kategoriích:

### Významná kariéra ve fotografii
- 1980: Harry Callahan
- 1981: Aaron Siskind
- 1982: Frederick Sommer
- 1983: Berenice Abbottová
- 1984: André Kertész
- 1985: Beaumont Newhall
- 1986: Robert Frank

### Fotograf roku
- 1980: Lee Friedlander
- 1981: Joel Meyerowitz
- 1982: Robert Adams
- 1983: Paul Caponigro
- 1984: Jerry Uelsmann
- 1985: Robert Heinecken
- 1986: Linda Connorová